# Artyom Samsonov (cầu thủ bóng đá, sinh 1994)
Bản mẫu:Eastern Slavic name
Artyom Sergeyevich Samsonov (tiếng Nga: Артём Сергеевич Самсонов; sinh ngày 5 tháng 1 năm 1994) là một cầu thủ bóng đá người Nga hiện tại thi đấu ở vị trí hậu vệ phải hay tiền vệ phòng ngự cho FC SKA-Khabarovsk.

## Sự nghiệp câu lạc bộ
Anh có màn ra mắt tại Giải bóng đá chuyên nghiệp quốc gia Nga cho F.K. Spartak-2 Moskva vào ngày 16 tháng 7 năm 2013 trong trận đấu với F.K. Dynamo Bryansk.
Anh ra mắt tại Giải bóng đá ngoại hạng Nga cho F.K. Spartak Moskva vào ngày 5 tháng 11 năm 2017 trong trận đấu với F.K. Ufa.
Vào ngày 10 tháng 1 năm 2018, anh ký hợp đồng với FC SKA-Khabarovsk.

### Thống kê sự nghiệp
Tính đến 10 tháng 12 năm 2017
| Câu lạc bộ            | Mùa giải            | Giải vô địch        | Giải vô địch | Giải vô địch | Cúp     | Cúp       | Châu lục | Châu lục  | Tổng cộng | Tổng cộng |
| Câu lạc bộ            | Mùa giải            | Hạng đấu            | Số trận      | Bàn thắng    | Số trận | Bàn thắng | Số trận  | Bàn thắng | Số trận   | Bàn thắng |
| --------------------- | ------------------- | ------------------- | ------------ | ------------ | ------- | --------- | -------- | --------- | --------- | --------- |
| F.K. Spartak Moskva   | 2011–12             | Premier League      | 0            | 0            | 0       | 0         | 0        | 0         | 0         | 0         |
| F.K. Spartak Moskva   | 2012–13             | Premier League      | 0            | 0            | 0       | 0         | 0        | 0         | 0         | 0         |
| F.K. Spartak Moskva   | 2013–14             | Premier League      | 0            | 0            | 0       | 0         | 0        | 0         | 0         | 0         |
| F.K. Spartak Moskva   | 2014–15             | Premier League      | 0            | 0            | 1       | 0         | –        | –         | 1         | 0         |
| F.K. Spartak Moskva   | 2015–16             | Premier League      | 0            | 0            | 0       | 0         | –        | –         | 0         | 0         |
| F.K. Spartak Moskva   | 2016–17             | Premier League      | 0            | 0            | 0       | 0         | 0        | 0         | 0         | 0         |
| F.K. Spartak Moskva   | 2017–18             | Premier League      | 2            | 0            | 0       | 0         | 0        | 0         | 2         | 0         |
| F.K. Spartak Moskva   | Tổng cộng           | Tổng cộng           | 2            | 0            | 1       | 0         | 0        | 0         | 3         | 0         |
| F.K. Spartak-2 Moskva | 2013–14             | PFL                 | 20           | 0            | –       | –         | –        | –         | 20        | 0         |
| F.K. Spartak-2 Moskva | 2014–15             | PFL                 | 23           | 2            | –       | –         | –        | –         | 23        | 2         |
| F.K. Spartak-2 Moskva | 2015–16             | FNL                 | 29           | 0            | –       | –         | –        | –         | 29        | 0         |
| F.K. Spartak-2 Moskva | 2016–17             | FNL                 | 34           | 2            | –       | –         | –        | –         | 34        | 2         |
| F.K. Spartak-2 Moskva | 2017–18             | FNL                 | 14           | 2            | –       | –         | –        | –         | 14        | 2         |
| F.K. Spartak-2 Moskva | Tổng cộng           | Tổng cộng           | 120          | 6            | 0       | 0         | 0        | 0         | 120       | 6         |
| Tổng cộng sự nghiệp   | Tổng cộng sự nghiệp | Tổng cộng sự nghiệp | 122          | 6            | 1       | 0         | 0        | 0         | 123       | 6         |